# Percina
Percina är ett släkte av fiskar. Percina ingår i familjen abborrfiskar.

## Dottertaxa tillPercina, i alfabetisk ordning[1]
- Percina antesella
- Percina aurantiaca
- Percina aurolineata
- Percina aurora
- Percina austroperca
- Percina bimaculata
- Percina brevicauda
- Percina burtoni
- Percina caprodes
- Percina carbonaria
- Percina copelandi
- Percina crassa
- Percina crypta
- Percina cymatotaenia
- Percina evides
- Percina fulvitaenia
- Percina gymnocephala
- Percina jenkinsi
- Percina kathae
- Percina kusha
- Percina lenticula
- Percina macrocephala
- Percina macrolepida
- Percina maculata
- Percina nasuta
- Percina nevisense
- Percina nigrofasciata
- Percina notogramma
- Percina oxyrhynchus
- Percina palmaris
- Percina pantherina
- Percina peltata
- Percina phoxocephala
- Percina rex
- Percina roanoka
- Percina sciera
- Percina shumardi
- Percina sipsi
- Percina smithvanizi
- Percina squamata
- Percina stictogaster
- Percina suttkusi
- Percina tanasi
- Percina uranidea
- Percina vigil
- Percina williamsi